# Magyar Történelmi Emlékek
A Magyar Történelmi Emlékek, latinul Monumenta Hungariae Historica egy 19. század végi – 20. század eleji (1857–1917) magyar történelmi forráskiadvány-sorozat volt. A sorozat a következő köteteket tartalmazta:

### I. osztály: Okmánytárak (Diplomatiaria)
| Kötetszám               | Kötetcím | Kiadási év |
| ----------------------- | --- | ---------- |
| 1–4.                    | Magyar történelmi okmánytár, a brüsseli országos levéltárból és a burgundi levéltárból. Összeszedte s lemásolta Hatvani (Horváth) Mihály. 4 kötet. (XXI és 387; VIII és 367; VIII és 324; VIII és 323 l.) | 1857–1859  |
| 5.                      | Magyar történelmi okmánytár, londoni könyv- és levéltárakból. Összeszedte s lemásolta Simonyi Ernő. 1521–1717. (VII és 318 l.) | 1859       |
| 6–13., 17–18., 20., 22. | Árpádkori Új Okmánytár (Codex dimplomaticus Arpadianus continuatus) Fejér György codex diplomatikusainak folytatása. Közzé teszi Wenzel Gusztáv. 12 kötet. (XLII és 405., XIX és 402, XV és 363, XX és 414, XXI és 336, XXXVI. és 578, XXVI és 564, XXII és 479, XX és 581, XXX és 418, XXXV és 620, XXXVIII és 707 l.) | 1860–1874  |
| 14–15.                  | Alvinczi Péter okmánytára. (Diplomaticus Alvinczianum) Erdély visszacsatolása felett a magyar királylyal és megbizottjaival folytatott alkudozások történetéhez 1685–1688. Közzétette Szilágyi Sándor. 2 kötet. (VI. és 421, 338 és LVIII l.)                                                                           | 1870       |
| 19.                     | Pázmány Péter levelezése. (Codex Epistol. Petri Pázmány Card.) Közzéteszi Frankl Vilmos. I. köt. 1605–1625. (XXV és 461 l.) | 1873       |
| 23. (a)                 | Okmánytár I. Rákóczi György svéd és franczia szövetkezéseinek történetéhez. 1632–1648. Szerk. Szilágyi Sándor. (X és 491 l.) | 1873       |
| 23. (b)                 | Okmánytár. II. Rákóczy György fejedelem diplomácziai összeköttetéseihez. 1648–1669. Szerk. Szilágyi Sándor. (VII. és 740 l.) | 1874       |
| 24.                     | A két Rákóczi György fejedelem családi levelezése. 1632–1660. Szerk. Szilágyi Sándor. (XII és 644 l.) | 1875       |
| 16.                     | III. Pál pápa és Farnese Sándor bíbornok magyarországra vonatkozó diplomacziai levelezései (1535–1549). A nápolyi állami levéltárban létező Farnese-osztályban tett saját kutatásai nyomán közli Óváry Lipót. (XXXVI, 214 l.)                                                                                           | 1879       |
| 25.                     | Oláh Miklós. II. Lajos és Mária királyné titkára utóbb magyarországi kanczellár, esztergomi érsek-prímás és királyi helytartó levelezése. Közli Ipolyi Arnold. (Monum, Diplom. 25. köt.) (XXIX. 639 l.) | 1876       |
| 26.                     | Okirattár Strassburg Pál 1631–1633-iki követsége és I. Rákóczy György első diplomatiai összeköttetései történetéhez. Szerkeszti Szilágyi Sándor. | ?          |
| 27. (?)                 | Alvinczi Péter okmánytára. Diplomatarium Alvinczianum. A Magyar Tudományos Akadémia Történeti Bizottsága megbízásából közzétették Gergely Samu és Pettkó Béla. III. kötet. 1685–1689. (n. 8-r. 286 l.) | 1887       |
| 28.                     | A Blagay-család oklevéltára. Bevezető tanulmánynyal a család történetéhez. Szerkesztették Thallóczy Lajos és Barabás Samu. (n. 8-r. 294 és 597 l.) | 1897       |
| 29.                     | Zrinyi Miklós a szigetvári hős életére vonatkozó levelek és okiratok. Közrebocsátja Barabás Samu. I. kötet. Levelek 1535–1565. (n. 8-r. XLV és 680 l.) | 1898       |
| 30.                     | Zrinyi Miklós levelezése. II. kötet. (n. 8-r. 725 l.) | 1898       |
| 31.                     | Magyarország melléktartományainak oklevéltára. I. kötet. A horvát véghelyek oklevéltára. I. kötet 1490-1527. Szerkesztették Thallóczy Lajos és Hodinka Antal. Egy térképpel. (XVIII, 753 l.) | 1903       |
| 32.                     | Carillo Alfonz jezsuita-atya levelezései és iratai 1591–1618. Hazai és külföldi levéltárakban gyüjtötte és közrebocsátja dr. Veress Endre. Carillo egyik levele fénynyomatával. (LII. 739. 1 l.) | 1906       |
| 33.                     | Magyarország melléktartományainak oklevéltára. II. kötet. A Magyarország és Szerbia közti összeköttetések oklevéltára 1198–1526. Szerkesztették Thallóczy Lajos és Áldásy Antal. Egy térképpel és 3 pecsétrajzzal. (CXXIV. 479. 1 l.)                                                                                   | 1907       |
| 34.                     | Basta György hadvezér levelezése és iratai (1597–1607). Hazai és külföldi levéltárakban gyüjtötte és közrebocsátja dr. Veress Endre. I. kötet. 1597–1602. Két melléklettel és két pecsétrajzzal. (XLV. 758. 1 l., 1 arckép.)                                                                                            | 1909       |
| 35.                     | A Frangepán-család oklevéltára. Kiadják dr. Thallóczy Lajos és Barabás Samu. I. kötet. 1333-1453 (XXXVIII. 456 1 l.) | 1910       |
| 36.                     | Alsószlavóniai okmánytár (Dubica. Orbász és Szana vármegyék) 1244–1710. Szerk.: Thallóczy Lajos–Horváth Sándor. XXXI [2], 450 l. | 1912       |
| 37.                     | Basta György hadvezér levelezése és iratai (1597–1607). A Magyar Tudományos Akadémia Történeti Bizottsága megbízásából hazai és külföldi levéltárakban gyüjtötte és közrebocsátja: Veress Endre. 2. köt. 1602–1607. XXXII, 966 [2] l                                                                                    | 1913       |
| 38.                     | A Frangepán-család oklevéltára. A Magyar Tudományos Akadémia Történeti Bizottsága megbízásából kiadják: Thallóczy Lajos–Barabás Samu. 2. köt. 1454–1527. Hamis oklevelek. 1209–1481. LXXVI [4], 525 [3] l., 2 t. | 1913       |
| 39.                     | Aragoniai Beatrix magyar királyné életére vonatkozó okiratok. A Magyar Tudományos Akadémia Történeti Bizottsága megbízásából Gerevich Tibor–Jakubovics Emil közreműködésével közli: Berzeviczy Albert. LXVII [3] 544 l.                                                                                                 | 1914       |
| 40.                     | Jajca (bánság, vár és város) története. 1450–1527. A Magyar Tudományos Akadémia Történeti Bizottsága megbízásából írta: Thallóczy Lajos. Az oklevéltárat szerk.: Horváth Sándor. CCCLXXX [2], 442 l., 3 t. | 1915       |

### II. osztály: Írók (Scriptores)
| Kötetszám                        | Kötetcím | Kiadási év |
| -------------------------------- | --- | ---------- |
| 1.                               | Szerémi György. II. Lajos és János királyik házi káplánja emlékirata Magyarország romlásáról 1484-1543. Közli Wenczel Gusztáv. (XXXIV. 410 és 1 l.) | 1858       |
| 2–6., 9–10., 19–20., 25–26., 32. | Verancsics Antal összes munkái. Közli Szalay László. (1–7.) és Wenzel Gusztáv (8–12.) 12 kötet. Név- és tárgymutatóval. (IX és 231 l.) | 1863       |
| 7.                               | G. Illésházy István nádor följegyzései 1594–1603. és Hidvégi Mikó Ferencz históriája 1594–1613. Biró Sámuel folytatásával. Közli Kazinczy Gábor. (IX és 231 l.) | 1863       |
| 8.                               | Rozsnyai Dávid, az utolsó török deák történeti maradványai. Összeszedte s jegyzetekkel és oklevéltárral kisérve kiadta Szilágyi Sándor. Egy pótfüzettel. (544 l.) | 1867       |
| 11.                              | Altorjai B. Apor Péter munkái. Közli Kazinczy Gábor. (X és 484 h) | 1863       |
| 12–14.                           | Brutus János Mihály magyar históriája. 1490–1552. A szerző életével közli Toldy Ferencz és Nagy Iván. Három kötet. (CIX és 416, IX és 495, VIII és 474 l.) | 1863–1877  |
| 16.                              | Ghimesi Forgách Ferencz, nagyváradi magyar püspök históriája 1540–1572. Forgách Simon és Istvánfi Miklós jegyzéseikkel együtt. Közli Májer Fidél. Bevezette Toldy Ferencz. (LXXXVIII és 553 l.)                                                                                      | 1866       |
| 17.                              | Baronyai Decsi János magyar históriája 1592–1598. A szerző életével. Közli Toldy Ferencz. (LXXX és 328 l.) | 1866       |
| 18.                              | Késmárki Tököly Imre naplója 1693–1694. évekből. Az eredeti kéziratból közli Nagy István. (VIII és 701 l.) | 1863       |
| 23–24.                           | Késmárki Tököly Imre naplói, leveleskönyvei és egyéb emlékezetes írásai két kötetben. Közli Thaly Kálmán. I. köt.: K. Tököly I. és némely főbb hiveinek naplói és emlékezetes irásai. 1866–1705. II. köt. Leveles könyvei és egyéb emlékezetes írásai. (XXXII és 784, XVI és 707 l.) | 1868-1873  |
| 22.                              | Kritobúlosz: II. Mehemet élete. Ford. Szabó Károly. (X és 273 l.) | 1875       |
| 27.                              | Történelmi naplók 1863–1719. (XXXII és 607 l.) | 1875       |
| 21., 28–30.                      | Szamosközy István történeti maradványai 1566–1603. Az erdélyi fejedelmek birtokában volt eredeti példányról kiadta Szilágyi Sándor. 4 kötet. (XXXI, 247; XIV, 383; 386; XXI, 402 l.)                                                                                                 | 1876–1881  |
| 31.                              | Magyar történelmi évkönyvek és naplók a XVI.–XVII. századokból. Gyulafy Lestár följegyzései. Közli Szabó Károly. – K. Mártonfalvi Imre deák kézirata. – A palóczi Horváth család naplója. Közli Szopori Nagy Imre. (IV, 313 l.)                                                      | 1881       |
| 33.                              | ? (n. 8-r. 638 l.) | 1894       |
| 34.                              | ? (n. 8-r. IX és 399 l.) | 1896       |
| 35.                              | ? (n. 8-r. XIV és 632 l.) | 1896       |
| 36–37.                           | Dr. Apor Péter verses művei és levelei. (1676–1752.) Szerkesztette dr. Szádeczky Lajos. I. és II. kötet. (XXXVI. 591 1. 745 l.) | 1903       |
| 38.                              | Magyar történelmi évkönyvek és naplók. IV. kötet. Halmágyi István naplói 1752–53. 1762–69. és iratai 1669–1785. Közli dr. Szádeczky Lajos. (XI. 770 1 l.) | 1906       |

### III. osztály: Országgyűlési emlékek (Comitialia)
- a) Magyar országgyűlési emlékek. (Monumenta Comitialia Regni Hungariae.) Szerkeszti dr. Fraknói Vilmos. A IX. kötetet dr. Fr. V. és Károlyi Gyula. – III. kötet. 1546–1556. (IV, 617 l.) 1876. – IV. kötet. 1557–1563. (IV, 670 l.) 1877. – V. kötet. 1564–1572. (IV, 600, IV l.) 1877. – VI. kötet. 1873–1581. (549 l.) 1879. – VII. kötet. 1582–1587. (III, 534 l.) 1881. – VIII. kötet. 1688–1597. (IV, 563 l.) 1883. – IX. kötet. 1598–1601. (619 l.) 1885. – X–XI.? – XII. 1606. A M. T. Akadémia Tört. Bizotts. megbízásából szerk. és tört. bevez. ellátja: Károlyi Árpád. 1917. VIII [2], 812 l.
- b) Erdélyi országgyűlési emlékek. (Monumenta Comitialia Regni Transsylvaniae.) Szerkeszti Szilágyi Sándor. I. kötet. 1540–1556. (XVI, 596 l.) 1876. – II. kötet. 1557–1576. (IV, 578, VI l.) 1877. – III. kötet. 1576–1596. (IV. 509 l.) 1877. – IV. kötet. 1597–1601. (VIII, 588, IX l.) 1878. – V. kötet. 1601–1607. (598 l.) 1879. – VI. 1608–1614. (560 l.) 1880. – VII. kötet. 1614–1621. (IV, 367 l.) 1881. – VIII. kötet. 1621–1629. (IV, 544 l.) 1882. – IX. kötet. 1629–1637. (II, 608 l.) – X. kötet. 1637–1648. (534 l.) 1884.

### IV. osztály: Diplomatikai emlékek (Acta Extera)
| Kötetszám | Kötetcím | Kiadási év |
| --------- | --- | ---------- |
| ?         | Diplomatiai emlékek az Anjou-korból. Szerkeszti dr. Wenzel Gusztáv. III. kötet. 1370–1426. | 1876       |
| ?         | Diplomatiai emlékek Mátyás király korából. 1458–1490. Szerkeszti Nagy Iván és B. nyári Albert. - I. kötet. (XXIII, 390 l.) - II. kötet. (XXI, 448 l.) - III. kötet. (XXVII, 447 l.) - IV. kötet. (XXVI , 434 l.) | 1875–1878  |

## Digitális elérhetőség
- Monumenta Hungariae historica. Diplomataria = Magyar történelmi emlékek. Okmánytárak.
- Monumenta Hungariae historica. Monumenta Comitialia Regni Hungariae = Magyar történelmi emlékek. Magyar Országgyűlési emlékek.
- Monumenta Hungariae historica. Monumenta Comitialia Regni Transilvaniae = Magyar történelmi emlékek. Erdélyi Országgyűlési emlékek.
- Monumenta Hungariae historica. Scriptores = Magyar történelmi emlékek. Írók.